# Hannelore Friedel
Hannelore Friedel (* 25. Januar 1948) ist eine ehemalige deutsche Kugelstoßerin, die für die DDR startete.
Bei den Leichtathletik-Halleneuropameisterschaften 1970 in Wien gewann sie Silber, und bei den Leichtathletik-Europameisterschaften 1971 in Helsinki wurde sie Fünfte.
Bei den DDR-Meisterschaften wurde sie dreimal Dritte (1968, 1970, 1971). In der Halle holte sie 1970 den DDR-Titel und wurde dreimal Vizemeisterin (1967, 1969, 1971).
Hannelore Friedel startete für den SC Motor Jena.

## Persönliche Bestleistungen
- Kugelstoßen: 18,90 m, 5. August 1971, Berlin
- Diskuswurf: 56,52 m, 7. Februar 1973, Leipzig

| Personendaten    | Personendaten          |
| ---------------- | ---------------------- |
| NAME             | Friedel, Hannelore     |
| KURZBESCHREIBUNG | deutsche Kugelstoßerin |
| GEBURTSDATUM     | 25. Januar 1948        |